# 남원시의 도로 목록
다음은 남원시의 도로 목록이다. 도로는 대로, 로, 길 순서로 가나다 순으로 정리하며, 기초번호나 일련번호 방식으로 매겨진 도로명은 따로 기입하지 않는다. 타 시/도와 연계될 경우 그 경계까지만 적는다.

## 로
| 도로명     | 기점          | 종점          | 길이     | 유래                                                                       | 지정일                          | 비고                            |
| ---------- | ------------- | ------------- | -------- | -------------------------------------------------------------------------- | ------------------------------- | ------------------------------- |
| 견두산로   | 수지면 초리   | 주천면 송치리 | 10.297km | 인근의 '견두산(犬頭山)'을 활용                                             | 2009년 1월 23일                 | 2009년 7월 10일 고주로로 변경   |
| 고남로     | 운봉읍 장교리 | 운봉읍 서천리 | 7.483km  | 인근에 고남산(해발846.4)이 위치함                                          | 2009년 1월 23일                 |                                 |
| 고주로     | 수지면 초리   | 주천면 송치리 | 15.538km | 행정명칭 반영                                                              | 2009년 7월 10일                 | 60                              |
| 곡촌로     | 대강면 풍산리 | 대강면 풍산리 | 812m     | 마을 명칭을 활용                                                           | 2009년 1월 23일                 | 2009년 7월 10일 동계로로 변경   |
| 광한북로   | 금동          | 동충동        | 1.119km  | 광한루를 중심으로 북쪽의 도로                                              | 2009년 1월 23일                 |                                 |
| 광한서로   | 천거동        | 하정동        | 834m     | 광한루 서편의 도로로 상가 밀집 도로                                        | 2009년 1월 23일                 |                                 |
| 교룡로     | 신정동        | 왕정동        | 2.188km  | "교룡산성"을 우회하는 도로                                                 | 2009년 1월 23일                 |                                 |
| 금동로     | 조산동        | 금동          | 770m     | 금동 도시계획 간선도로 개설에 따른 신규부여                                | 2011년 4월 5일                  |                                 |
| 금탄로     | 대강면 월탄리 | 대강면 사석리 | 4.437km  | 도로부근에 금탄마을이 위치                                                 | 2009년 1월 23일 2009년 7월 10일 | 745                             |
| 금풍로     | 주생면 제천리 | 대산면 풍촌리 | 5.334km  | 인근에 금풍저수지가 위치함                                                 | 2009년 1월 23일                 |                                 |
| 남문로     | 대산면 수덕리 | 쌍교동        | 4.922km  | 옛 남원성의 남문이 있었던 도로                                             | 2009년 1월 23일                 | 24                              |
| 노송로     | 금지면 귀석리 | 노암동        | 12.739km | 송동면과 노암동의 지명을 합성하여 도로명으로 활용                          | 2009년 1월 23일                 | 730                             |
| 대사로     | 대산면 수덕리 | 사매면 월평리 | 13.966km | 면명칭 첫글자를 조합하여 부여                                              | 2009년 1월 23일                 | 2011년 4월 5일 대사로로 변경745 |
| 덕과로     | 덕과면 고정리 | 덕과면 용산리 | 7.497km  | 덕과면의 지명을 이용한 도로명                                              | 2009년 1월 23일                 |                                 |
| 덕사로     | 사매면 월평리 | 덕과면 고정리 | 7.862km  | 덕과면과 사매면의 지명을 활용                                              | 2009년 1월 23일                 | 덕오로로 변경                   |
| 동림로     | 죽항동        | 향교동        | 1.279km  | 옛 지명 "東林"과 "東林橋"에 이르는 도로                                    | 2009년 1월 23일                 |                                 |
| 동문로     | 쌍교동        | 향교동        | 1.041km  | 옛 남원성 동쪽벽을 헐고 만든 도로                                          | 2009년 1월 23일                 |                                 |
| 동부로     | 주천면 송치리 | 광치동        | 13.438km | 남원시 동쪽을 관통하는 도로                                                | 2009년 1월 23일                 | 2009년 7월 10일 산업로에 편입   |
| 만인로     | 향교동        | 용정동        | 1.698km  | "만인의총" 앞길이며 만인의사의 얼을 살림                                   | 2009년 1월 23일                 |                                 |
| 문오로     | 수지면 호곡리 | 어현동        | 5.468km  | 고유지명 이용                                                              | 2009년 1월 23일                 |                                 |
| 물머리로   | 금지면 창산리 | 수지면 산정리 | 6.821km  | 수지면의 지리적 특성으로 물이 시작되는 곳이란 뜻으로 옛부터 물머리라 부름  | 2009년 1월 23일                 |                                 |
| 보절로     | 식정동        | 보절면 성시리 | 13.38km  | 갈치동과 보절면을 연결하는 도로                                            | 2009년 1월 23일                 | 보산로로 변경                   |
| 보현로     | 보절면 황벌리 | 보절면 성시리 | 6.726km  | 보절의 옛지명을 활용                                                       | 2009년 1월 23일                 | 사계로로 변경                   |
| 북남원로   | 대산면 운교리 | 신정동        | 3.5km    | 북남원IC와 이어지는 도로로 시설명칭 반영                                   | 2016년 8월 19일                 |                                 |
| 비홍로     | 대강면 풍산리 | 주생면 정송리 | 16.045km | 도로부근에 비홍재가 존재함                                                 | 2009년 1월 23일 2009년 7월 10일 | 132124                          |
| 사방로     | 대강면 방산리 | 대강면 사석리 | 3.657km  | 마을 명칭을 활용                                                           | 2009년 1월 23일                 |                                 |
| 서문로     | 왕정동        | 왕정동        | 1.1km    | 서문~신정 간 대로개설공사에 따른 신규부여                                  | 2012년 8월 6일                  |                                 |
| 서부로     | 금지면 귀석리 | 광치동        | 18.226km | 남원시 전체를 놓고 봤을 때 서편에 위치해 있으며 국도 제17호선의 우회도로   | 2009년 1월 23일                 | 17                              |
| 섬진로     | 금지면 귀석리 | 대강면 풍산리 | 17.128km | 금지면과 곡성군의 경계에 섬진강이 흐르고 있어 섬진로라 칭함                | 2009년 1월 23일                 | 1321730745                      |
| 승전로     | 운봉읍 북천리 | 아영면 인풍리 | 9.787km  | 황산대첩을 기념한 도로명                                                   | 2009년 1월 23일                 | 743                             |
| 시청남로   | 향교동        | 도통동        | 684m     | 시청을 중심으로 남쪽에 개설된 길                                           | 2009년 1월 23일                 |                                 |
| 시청동로   | 도통동        | 향교동        | 476m     | 시청을 중심으로 동쪽에 개설된 길                                           | 2009년 1월 23일                 |                                 |
| 시청로     | 도통동        | 향교동        | 721m     | 도로구간에 시청 있음                                                       | 2009년 1월 23일                 |                                 |
| 시청북로   | 향교동        | 도통동        | 368m     | 시청을 중심으로 북쪽에 개설된 길                                           | 2009년 1월 23일                 |                                 |
| 실상사로   | 산내면 백일리 | 인월면 서무리 | 9.614km  | 지리산을 대표하는 실상사가 소재                                            | 2009년 1월 23일                 | 천왕봉로로 변경                 |
| 쑥고개로   | 천거동        | 주천면 장안리 | 8.376km  | 전래 지명을 사용                                                           | 2009년 1월 23일                 | 60                              |
| 아영로     | 아영면 인풍리 | 아영면 의지리 | 6.304km  | 아영면의 주된 도로를 상징                                                  | 2009년 1월 23일                 | 아백로로 변경                   |
| 오들로     | 월락동        | 월락동        | 408m     | 옛 지명 "오들"에 개설된길                                                  | 2009년 1월 23일                 |                                 |
| 요천로     | 금지면 귀석리 | 산동면 월석리 | 32.945km | 남원의 젖줄인 "요천"을 부각                                                | 2009년 1월 23일 2009년 7월 10일 | 1924745                         |
| 요천상로   | 이백면 남계리 | 산동면 월석리 | 9.34km   | 요천의 지리적 특성을 도로명으로 활용                                       | 2009년 1월 23일                 |                                 |
| 용성로     | 왕정동        | 월락동        | 3.481km  | 옛 客舍 "용성관"의 앞을 지나는 도로                                        | 2009년 1월 23일                 |                                 |
| 용투산로   | 송동면 두신리 | 송동면 장국리 | 8.442km  | 인근에 용투산이 있음                                                       | 2009년 1월 23일                 |                                 |
| 운봉로     | 주천면 고기리 | 운봉읍 북천리 | 7.586km  | 운봉읍의 중심도로임                                                        | 2009년 1월 23일                 | 60                              |
| 운성로     | 운봉읍 서천리 | 운봉읍 북천리 | 1.382km  | 운봉의 옛 지명을 활용                                                      | 2009년 1월 23일                 |                                 |
| 원천로     | 도통동        | 주천면 장안리 | 5.214km  | 도로옆 원천이 흐름                                                         | 2009년 1월 23일                 | 730                             |
| 유곡로     | 인월면 서무리 | 아영면 청계리 | 7.305km  | 마을지명을 활용                                                            | 2009년 1월 23일                 | 37                              |
| 의총로     | 천거동        | 향교동        | 1.827km  | 만인의사의 얼을 기리고 "萬人義塚" 명칭 사용                                | 2009년 1월 23일                 |                                 |
| 이백로     | 월락동        | 이백면 강기리 | 7.641km  | 기존 시가지지역의 연장로선으로 이백면 중심도로임(기존:이백길)              | 2009년 1월 23일                 |                                 |
| 인월로     | 인월면 서무리 | 인월면 상우리 | 1.499km  | 인월의 중심도로임                                                          | 2009년 1월 23일                 |                                 |
| 인월장터로 | 인월면 인월리 | 아영면 인풍리 | 2.668km  | 지리산권 중심장터를 부각시키기 위함                                        | 2009년 1월 23일                 | 37                              |
| 장백산로   | 주천면 호경리 | 이백면 서곡리 | 3.967km  | 이백면 초촌리에 장백산이 위치함                                            | 2009년 1월 23일                 |                                 |
| 정령치로   | 주천면 장안리 | 산내면 덕동리 | 21.157km | 지리산 줄기의 고개로 황령치와 함께 마한의 별궁을 지키던 중요한 곳을 상징함 | 2009년 1월 23일                 | 737                             |
| 지리산로   | 산내면 덕동리 | 산내면 대정리 | 16.324km | 지리산을 횡단하는 특성을 도로명으로 활용                                   | 2009년 1월 23일                 | 861                             |
| 책암로     | 대강면 입암리 | 대강면 평촌리 | 3.079km  | 도로 부근에 책바위가 존재함                                                | 2009년 1월 23일                 | 유등로로 변경                   |
| 춘향로     | 도통동        | 사매면 월평리 | 10.47km  | "南原이 春香고을"임을 부각                                                 | 2009년 1월 23일 2009년 7월 10일 | 17                              |
| 충정로     | 왕정동        | 고죽동        | 4.219km  | 남원이 "충정"고장 임을 상징                                                | 2009년 1월 23일                 | 24                              |
| 풍악산로   | 대산면 수덕리 | 사매면 월평리 | 13.966km | 인근에 풍악산이 위치함                                                     | 2009년 1월 23일                 | 2011년 4월 5일 대사로로 변경    |
| 향단로     | 쌍교동        | 동충동        | 1.013km  | 춘향전의 등장인물인 "향단"이를 상징                                        | 2009년 1월 23일                 |                                 |
| 혼불로     | 사매면 계수리 | 사매면 서도리 | 3.765km  | 혼불문학관을 상징하는 도로명                                               | 2009년 1월 23일 2009년 7월 10일 | 745                             |
| 황산로     | 식정동        | 인월면 성산리 | 21.453km | 황산이 위치함                                                              | 2009년 1월 23일                 | 2460                            |
| 황죽로     | 월락동        | 고죽동        | 542m     | 옛 지명 사용                                                               | 2009년 1월 23일                 |                                 |
| 흥부로     | 아영면 청계리 | 아영면 성리   | 5.293km  | 아영면 성리에 흥부 소공원 위치함                                           | 2009년 1월 23일                 | 751                             |

## 길
| 도로명     | 기점   | 종점   | 길이    | 유래                                          | 지정일          | 비고 |
| ---------- | ------ | ------ | ------- | --------------------------------------------- | --------------- | ---- |
| 가방길     | 금동   | 조산동 | 1.393km | 고유지명“가방뜰”로 이어지는 길                | 2009년 1월 23일 |      |
| 갈음다리길 | 용정동 | 광치동 | 1.08km  | 고유지명(마을 뒷산이“渴馬飮水" 형국에서 유래) | 2009년 1월 23일 |      |
| 검멀길     | 금동   | 금동   | 170m    | "금동" 옛 지명 사용                           | 2009년 1월 23일 |      |